# Marilù Parolini
Pour les articles homonymes, voir Parolini.
Maria Ludovica « Marilù » Parolini, née le 18 septembre 1931 à Crémone et morte le 21 avril 2012 à Castell'Arquato, est une photographe et scénariste italienne.

## Biographie
En 1957, Marilù Parolini quitte l'Italie pour vivre à Paris. Elle est secrétaire aux Cahiers du cinéma de 1960 à 1962. En 1961, elle apparaît dans le documentaire de cinéma-vérité Chronique d'un été d'Edgar Morin et Jean Rouch. Elle devient une figure de la Nouvelle Vague et travaille comme photographe de tournage pour Jean-Luc Godard, François Truffaut, Jacques Rivette et Agnès Varda. On lui doit de nombreuses photographies célèbres de cette époque, notamment un portrait de Jeanne Moreau ayant servi d'affiche pour la 43e cérémonie des César.
Elle retourne ensuite en Italie et collabore comme scénariste avec Pier Paolo Pasolini et Bernardo Bertolucci. Elle travaille également avec Jean-Marie Straub et Danièle Huillet. Elle épouse Jacques Rivette avec lequel elle coscénarise plusieurs films, même après leur divorce.
En 1970, elle réalise à Rome Aussi loin que l'enfance, un court métrage avec Bulle Ogier produit par Luc Moullet.
En 2009, elle fait l'objet d'un documentaire intitulé L'amica delle rondini,.

## Filmographie
- 1961 : Chronique d'un été d'Edgar Morin et Jean Rouch : elle-même
- 1969 : L'Amour fou de Jacques Rivette : scénariste
- 1970 : Aussi loin que l'enfance : réalisatrice
- 1970 : La Stratégie de l'araignée (Strategia del ragno) de Bernardo Bertolucci : scénariste
- 1970 : Les yeux ne veulent pas en tout temps se fermer ou Peut-être qu'un jour Rome se permettra de choisir à son tour de Jean-Marie Straub et Danièle Huillet : actrice (Flavie, l'amie de Plautine)
- 1976 : Duelle de Jacques Rivette : scénariste
- 1976 : Noroît de Jacques Rivette : scénariste et dialoguiste
- 1977 : Toute révolution est un coup de dés (court-métrage) de Jean-Marie Straub et Danièle Huillet : récitante
- 1984 : L'Amour par terre de Jacques Rivette : scénariste et dialoguiste
- 1992 : Paradis perdu de Richard Compton : scénariste